# Schloss Stamsried

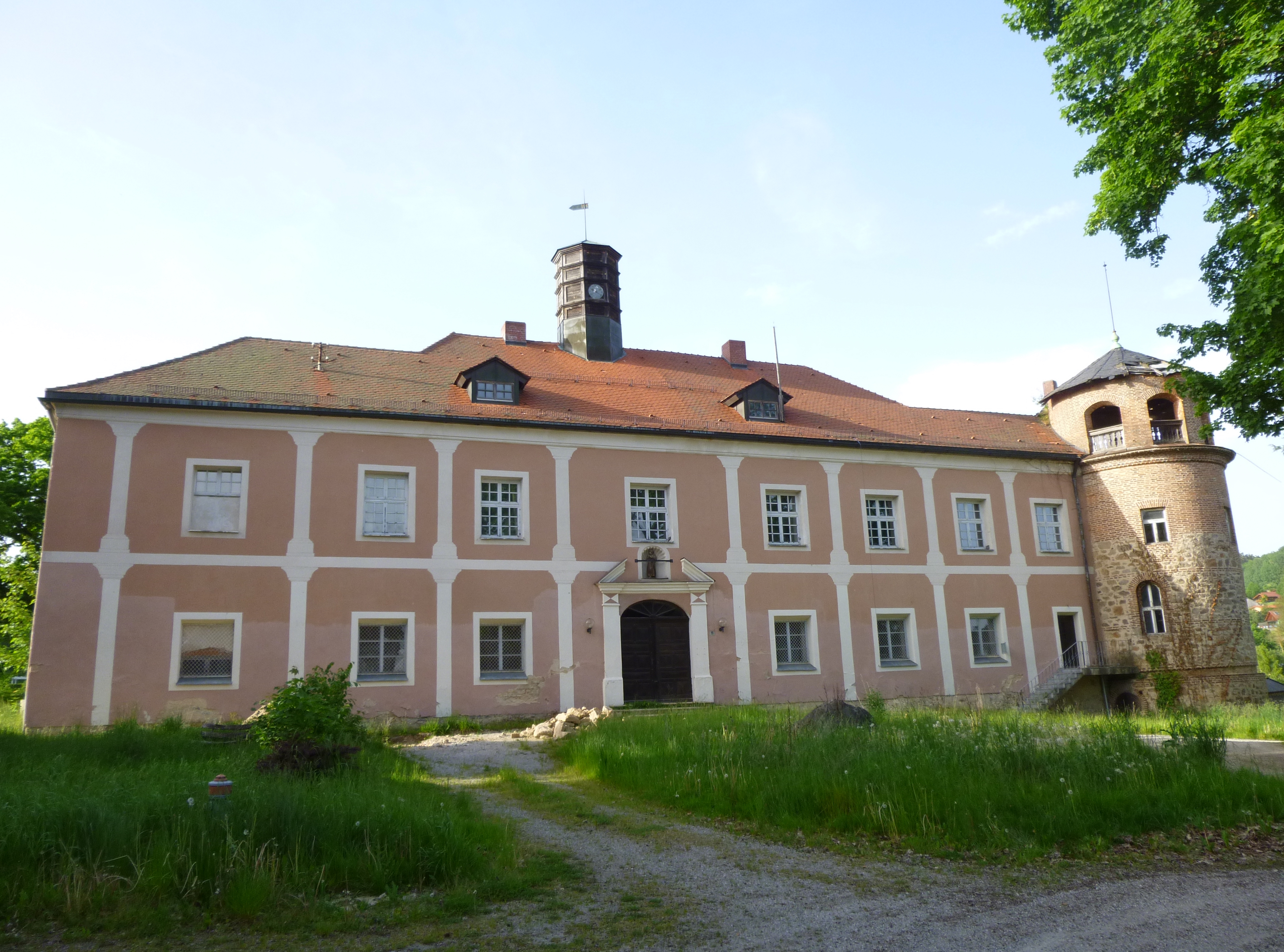
Schloss Stamsried

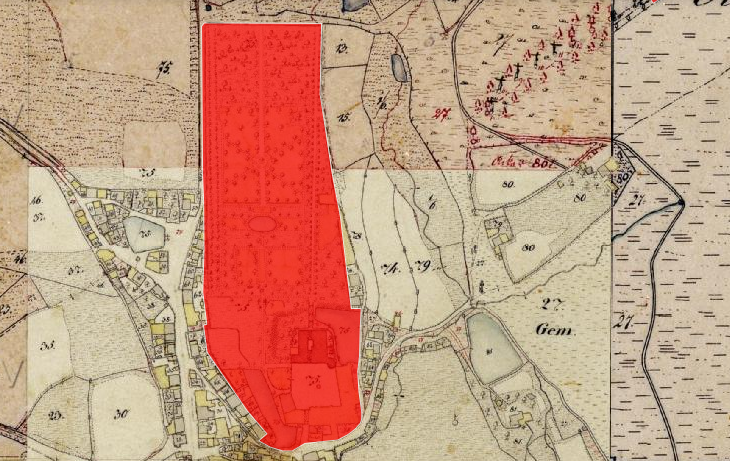
Lageplan von Schloss Stamsried auf dem Urkataster von Bayern

Das Schloss Stamsried befindet sich im Oberpfälzer Markt Stamsried im Landkreis Cham (Schloßstraße 16). Die Anlage ist unter der Aktennummer D-3-72-161-5 als denkmalgeschütztes Baudenkmal von Stamsried verzeichnet. „Archäologische Befunde im Bereich des frühneuzeitlichen Schlosses von Stamsried, zuvor mittelalterliche Burg“ werden zudem als Bodendenkmal unter der Aktennummer D-3-6741-0075 geführt.

## Geschichte
Die Anfänge des Ortes Stamsried reichen als Rodungsgebiet bis in das 11. Jahrhundert zurück. Anzunehmen ist, dass der Name auf eine Rodung eines Stampf zurückgeht; noch 1412 wird hier eine Ann dy Stämpfin genannt. Ein Konrad der Stampfrewter ist 1378 als Geistlicher des Klosters Schönthal nachzuweisen.
Im 14. Jahrhundert  ist hier ein Dietrich der Kürner ansässig, der sich 1346 erstmals nach Stamsried schrieb. Diesem versprach Pfalzgraf Ruprecht II. für seine Kriegsdienst gegen die Luxemburger eine große Summe Geldes und erlaubte ihm als Vitztum am 28. September 1354 die Errichtung einer Burg auf dem Kürnberg. Seit dieser Zeit ist Stamsried auch eine Hofmark; als erster Richter ist hier Ulrich von Stampsrewt, 1388 ein Ulrich der Tanner genannt. Nach dem Tod des Dietrich Kürner († 1360) sind seine Söhne Marquart, Dietrich und Hans die nächsten Besitzer. Nach dem Tod von Dietrich Kürner dem Jüngeren heiratet seine Witwe 1406 den Ritter Hermann den Hertenberger. Nach dem Tod des Hertenbergers († 1425) kam die Hofmark Stamsried an Gawein von Freudenberg. Dieser  geriet wegen einer Fehde mit Regensburg in Reichsacht und danach kam Stamsried wieder an die Kürner. Gawein von Freudenberg verstarb 1440. Hans Kürner verkaufte die Hofmark 1434 an Albrecht von Murach, Vicedomus zu Amberg. Ihm und seinem Sohn verlieh Pfalzgraf Johann 1434 ein Halsgericht zu Stamsried als rechtes Mannlehen. Damit durften die Muracher ihren Besitz als Herrschaft bezeichnen. Albrecht von Murach war 1489 dem Löwlerbund beigetreten. Nach seinem Tod fiel die Herrschaft Stamsried an seinen Sohn Konrad, welcher bereits 1488 in der ältesten Landsassenmatrikel auf Stamsried genannt wird. 1524 war Georg Albrecht von Murach nach dem Tod seines Bruders Alleinbesitzer von Stamsried. In diesem Jahr wird Stamsried erstmals als Markt bezeichnet. Auf ihn folgten seine Söhne Georg und Endres Georg, welche am 22. November 1553 mit dem Halsgericht von Stamsried belehnt wurden. Nach dem Aussterben der Muracher im Mannesstamm am 10. Januar 1588 fiel Stamsried an den Landesherren zurück, der die Malefizgerichtsbarkeit wieder einzog und Stamsried zu einer Hofmark machte.
Diese Hofmark ging danach auf die Tochter Georg von Murachs über, die den Georg von Taufkirchen geheiratet hatte. 1585 ist dieser in der Landsassenmatrikel eingetragen. 1612 trat er die Hofmark seinem Sohn Hans Georg ab, der am 24. April 1613 die Landsassenpflicht ablegte. 1615 verkaufte er die Hofmark an Hans Adam von Kreuth. Nach dessen Tod († 1625) erbte Konrad von Knörring als Agnat von Weichs Stamsried. Er verkaufte 1628 Stamsried an Renata von Buttberg. Nach deren Tod 1634 ist die Hofmark den Erben der Muracher übergeben worden, und zwar an Hans Christian von Perlaching, Hans Poyßl und consorten. Diese verkauften ihre Ansprüche 1649 an Hans Friedrich von Knörring, Sohn des schon genannten Konrad. 1668 beantragte dieser, Stamsried wieder zu einer Herrschaft unter Einschluss des Ius gladii zu erheben, da das Schloss zu Stamsried Stock und Galgen besessen habe. Diese Forderung wurde aber abgewiesen. Die Tochter des Hans Friedrich, Maria Genoveva, hatte den Grafen Herman von Saalburg geheiratet. Dieser ließ am 26. Februar 1676 bei der Regierung in Amberg durch einen Verwalter die Landsassenpflicht ablegen. Nach seinem Tod 1679 verkauften seine Erben Stamsried an Johann Veit Freiherr von Gera. Von Gera veräußerte diese 1690 an Christian Wilhelm von Aufseß. 1715 wird seine Witwe Maria Ernestina Philippina als Besitzerin der Hofmark genannt. Sie verkaufte diese an den Geheimrat Friedrich Christian Freiherr von Plettenberg zu Grevel (1686–1744). Dieser wird seit 1728 in den Landsassenmatrikeln geführt. Danach kam Stamsried 1749 an seinen Sohn Franz Arnold Freiherr von Plettenberg (* 1716). 1762 war die Hofmark so hoch verschuldet, dass er die Hofmark veräußern musste. Sie kam dabei an den Statthalter Franz Ludwig Graf von Holnstein und Alexander Bernhard Freiherr von Trogler. Nachfolger des Franz Ludwig von Holnstein wurde sein Sohn Graf Maximilian von Holnstein, der auch die Anteile des Barons Trogler erwerben konnte.
1819 beantragte Maximilian von Holnstein die Bildung eines Patrimonialgerichts II. Klasse. Dies wurde 1821 genehmigt. 1833 trat Graf Theodor von Holnstein nach diversen Auseinandersetzungen die Gerichtsbarkeit an den Staat ab. Am 10. März 1844 ging das Gut Stamsried an das Finanzministerium über. Durch Beschluss von König Ludwig I. wurde Stamsried an den Minister  Karl von Abel als Mannritterlehen verliehen. Dieser erhielt auch die Patrimonialgerichtsbarkeit, die aber 1848 an den Staat abgegeben werden musste.
Nach dem Zweiten Weltkrieg waren Hunderte von Flüchtlingen im Schloss und anderen Notunterkünften in Stamsried einquartiert. Ab 1965 kam das Schloss in den Besitz der Gemeinde, 1973 bis 1974 wurde mit Renovierungsarbeiten begonnen, 2004 wurden störende Einbauten entfernt.

## Baulichkeit von Schloss Stamsried
Das Schloss Stamsried geht auf eine Burg, vermutlich aus dem 11. Jahrhundert, zurück. Diese wurde von den Schweden 1634 im Dreißigjährigen Krieg zerstört. Zunächst wurde sie aus Holz wiederaufgebaut, 1708 wurde dann das Schloss über einem mittelalterlichen Kern in seiner heutigen Form errichtet. Das zweigeschossige Schloss ist eine Vierflügelanlage mit Walmdächern, Putzgliederungen und einem Flankenturm mit einem verschieferten Kegeldach. An einer  Ecke ist ein runder Turm zu finden. Eine dreijochige Bogenbrücke führt über den an der Nord- und Westseite erhaltenen Schlossgraben zu dem Schloss. Die Brücke ist aus  Granitbruchstein errichtet. Der Schlosspark ist mit einer  Bruchsteinmauer umfriedet. Südlich befindet sich die Schlossauffahrt, die südliche Hälfte des Nordteils ist modern gestaltet. Nach dem Zweiten Weltkrieg wurde zusätzlich ein Brauereigebäude errichtet. Die nördliche Hälfte ist als Landschaftsgarten mit Allee und Baumbestand aus dem  17.–19. Jahrhundert gestaltet.
1996 wurde eine „verloren gegangene“ Wasserquelle unter dem Schloss wieder aufgefunden; diese  Quelle ist dem Hl. Antonius von Padua gewidmet. Eine Holzstatue über dem Eingangsportal des Stamsrieder Schlosses zeigt diesen Heiligen mit dem Jesuskind.
Heute beherbergt der Schlosspark das 2006 neu eröffnete Freibad von Stamsried.
2013 wurde das Barockschloss von einem Regensburger Privatmann ersteigert.